# 全面回忆 (2012年电影)
《全面回忆》（英語：Total Recall）是一部2012年美国科幻动作片，根据1990年的英文同名电影和菲利普·狄克的1966年中篇小说《We Can Remember It for You Wholesale》改編而成。

## 劇情
二十一世紀末期，全球爆發生化武器戰爭，所遺留下來的致命毒氣佈滿了世界各處，造成地球只剩下部分區域能夠居住，其中兩個最大的地區為「不列顛聯邦」（United Federation of Britain，歐洲）以及「殖民地」（The Colony，澳洲）。當時來往兩地之飛機已不復存在，只能靠穿過地心的「天梯」來往。後來，不列顛聯邦因爲人口氾濫開始爭奪殖民地的土地擁有權，相較於聯邦政府的優越，殖民地成為了被壓榨的一方。一群不滿殖民地遭到壓迫的人民成立了「反抗軍」（Resistance），然而他們被政府指控是發動多起爆炸恐怖攻擊的元兇，實際上他們只是一群幫助殖民地居民對抗聯邦政府的反抗組織。
道格·奎德（Douglas Quaid）是一名在「聯邦機器士兵工廠」上班的普通工人，但經常在夜裡作相同的惡夢而驚醒，他總是夢見自己跟一名神秘女子脫逃、但終究他會脫逃失敗而再度被抓。每次驚醒之後，美麗的妻子蘿莉（Lori）總是會安慰他。有一日，奎德在上班時看到了記憶植入專門店「記憶碼公司」（Rekall）的廣告，因此下班後不顧朋友的警告，決定前去體驗植入較為刺激的假記憶。然而，工程師在植入記憶前的準備作業中，檢查奎德的記憶時，發現他竟然是個特務，隨即拿槍質問奎德來此目的。但此時聯邦警察突然闖入現場，擊斃了所有記憶碼公司的人，而奎德憑著下意識的反射動作，一口氣殺了來襲的所有警察，然後慌亂逃離現場。
奎德回到家之後，把事情經過告訴了蘿莉，卻接著遭到蘿莉的武力攻擊。蘿莉告知奎德自己並非他的妻子，而是不列顛聯邦總理柯黑根（Cohaagen）負責派來監視他的人，也告知奎德所有他認知的一切都是植入大腦的假記憶。蘿莉繼續追殺，奎德跳窗逃出，在逃亡的途中，一名自稱為奎德同事的男子哈蒙德（Hammond）連絡上他，告訴奎德去一個保險箱尋找取得「鑰匙」的線索。開啟了保險箱之後，奎德發現了一份自己先前預錄的影像，也從訊息裡得知自己在不列顛聯邦的住處與其他線索。
第二天，奎德利用從保險箱拿到的變臉裝置試圖進入不列顛聯邦，但在海關仍不慎被識破，也立刻遭到蘿莉與警方的追捕。後來奎德逃到高速公路上，突然遇到夢中的女子「梅琳娜」（Melina）解救，暫時躲開了追捕。來到了自己原本的住處，奎德解開關鍵的鑰匙後，從「過去的自己」所保留的一個智能影像中，得知了自己原本的真實身份是聯邦特務「卡爾·豪瑟」（Carl Hauser），但因叛逃投靠反抗軍被聯邦逮捕並植入假記憶。豪瑟知道一連串的炸彈恐怖攻擊，全是柯黑根自導自演的行動，藉此嫁禍給反抗軍，做為擴張機械軍團的藉口，進而準備入侵占領殖民地，擴展不列顛聯邦的版圖。而唯一能夠阻止侵略的方法，是透過一個複雜的終止碼，才能癱瘓整個聯邦機械士兵軍團。豪瑟曾看過終止碼，而唯有反抗軍領袖馬賽亞斯（Matthias），能夠幫助豪瑟從深層記憶中抽取出該終止碼。
奎德與梅琳娜離開了住處之後，再度遭到蘿莉與聯邦警察的圍捕，此時自己最好的朋友哈利（Harry）卻突然出現，他宣稱奎德自己其實仍身處在記憶碼公司中，目前被困在虛擬的幻想裡。哈利表示唯有奎德親自殺死梅琳娜才能真正脫離夢境，一時奎德陷入疑惑與混淆，哈利逐步進逼，奎德看到梅琳娜掉下的眼淚，終究還是一槍打死了哈利。躲過了一連串的驚險追捕之後，奎德與梅琳娜前往了在生化毒氣區域內的反抗軍基地。在與反抗軍領袖馬賽亞斯會面之後，馬賽亞斯利用機器試圖從奎德的記憶中找出機械軍團的終止碼，但發現終止碼竟然是個陷阱，是聯邦政府追蹤反抗軍基地的誘餌。馬賽亞斯雖急忙中斷連線但為時已晚，柯黑根已帶著警察和機械士兵闖入基地，並射殺了馬賽亞斯與大部分的反抗軍成員，隨後下令強制清除奎德的記憶，並回寫豪瑟在投靠反抗軍之前的記憶備份。事情交代完畢之後，柯黑根帶著遭俘的梅琳娜前往天梯，準備率領五萬名機械大軍搭天梯入侵殖民地進行掃蕩。
奎德在哈蒙德的幫助下，在被消除記憶前及時脫逃，但哈蒙德已不幸死於亂槍之中。奎德逃出之後駕駛警用直升機前往天梯，在天梯內部多處設置了定時炸彈。之後，奎德找到並救出了被囚禁的梅琳娜，兩人爬到天梯頂部時遭到柯黑根與部隊的伏擊，梅琳娜逃到停機坪的警用直升機中，開啟機槍掃射強力反擊聯邦部隊。柯黑根與奎德兩人互鬥，他嘲笑奎德以無知的身份來做掙扎，但最終奎德一刀重傷了柯黑根。此刻定時炸彈開始引爆，摧毀了天梯與支柱，導致整座天梯開始往下塌陷墜落，奎德與梅琳娜在千鈞一發之際跳離天梯，而柯黑根與他的機械大軍，則伴隨著天梯一起墜下爆炸葬身火海。
受重傷的奎德在救護車中醒來，看到梅琳娜坐在自己面前，但奎德發現她的手掌並沒有槍傷疤痕而識破她是假貨，揭開偽裝後發現果然是逃過一劫的蘿莉。蘿莉開始動武攻擊，但奎德利用救護車的電擊器反制，伺機一槍射殺了她。蘿莉倒在救護車外，奎德也在車外看到了真正的梅琳娜而雙方相擁。此時，新聞廣播宣佈了殖民地正式獨立的消息，沒有了天梯，聯邦再也沒有通路可以到達殖民地，而多年的鎮壓也隨著柯黑根的喪生而永遠告終。
（在加長版中，除了院線版就有的背景大樓上再度出現「記憶碼公司」廣告之外，奎德發现自己手臂上没有記憶碼公司的印記。這代表了他也許還在夢中，或是因為某種關係在旅途中被清掉。講評表示這是個開放式的結局。）

## 演員
| 演員                  | 角色                    | 介紹                                                           |
| 柯林·法洛 (伊森·霍克) | 道格拉斯·奎德 卡爾·豪瑟 | 前聯邦頂尖特工，叛逃至反抗軍而被修改記憶，成爲一名普通的工人。 |
| 潔西卡·貝兒           | 梅琳娜                  | 反抗軍女幹部，曾經與豪瑟是情侶。                               |
| 凱特·貝琴薩           | 蘿莉·奎德               | 聯邦的臥底特工，奎德的「妻子」。                               |
| 布莱恩·科蘭斯顿       | 韋羅斯·柯黑根           | 不列顛聯邦總理，冷血又無情，為達目的不惜趕盡殺絕。             |
| 比爾·奈伊             | 馬賽亞斯·萊爾           | 反抗軍領袖，梅琳娜的父親。                                     |
| 趙約翰                | 鮑伯·麥克連             | 記憶碼公司工程師。                                             |
| 布吉·伍德白           | 哈利                    | 奎德的同事兼好友。                                             |

## 制作
影片投资1.25亿美元，2011年5月16日在多伦多开拍，同年9月20日杀青。

## 评价
根據 235 位影評的給分，烂番茄新鮮度只有 31%，一般認為該片雖然有些令人印象深刻的動作場面，但缺乏原版複雜的劇情、冷幽默和充實的角色。
在 Metacritic 上的加權平均分數为 44，表示褒貶不一或普通的评价。

## 票房
美国首周末三天收获2557万美元名列第二位。截止2012年10月13日，美国累计票房只有5887万美元，其他国际地区收获1.2亿美元。最終全球为2.98亿美元，口碑不佳。